# 2027
Năm 2027  (số La Mã: MMXXVII). Trong lịch Gregory, nó sẽ là năm thứ 2027 của Công nguyên hay của Anno Domini; năm thứ 27 của thiên niên kỷ 3 và của thế kỷ 21; và năm thứ tám của thập niên 2020.

## Sự kiện sắp diễn ra
- Cúp bóng đá châu Á 2027
- Đại hội Thể thao Đông Nam Á 2027